# Herbert Mang
Herbert Anton Mang (* 5. Jänner 1942 in Wien) ist ein österreichischer Bauingenieur. Mang war von 2003 bis 2006 Präsident der Österreichischen Akademie der Wissenschaften.
Mang war 2004 ein gewähltes Mitglied in der National Academy of Engineering für seine Beiträge über computergestützte Mechanik von Beton und Finite Elemente Analysen von Stahlbetonstrukturen.

## Leben
Herbert Anton Mang studierte nach seiner Matura in Wien von 1960 bis 1967 Bauingenieurwesen an der TU Wien. In Wien wurde er 1960 Mitglied der Katholischen Österreichischen Hochschulverbindung Nordgau Wien im ÖCV und später wurde er noch Mitglied der KaV Norica Wien. 1970 wurde er zunächst an der TU Wien mit Auszeichnung promoviert, 1974 folgte eine Promotion zum Ph. D. an der Texas Technological University. Er habilitierte sich 1977 an der TU Wien im Fach Festigkeitslehre mit besonderer Berücksichtigung der Methode der Finiten Elemente. Die Arbeit wurde mit dem Kardinal-Innitzer-Förderungspreis für Naturwissenschaften ausgezeichnet.
Nach einer Tätigkeit als wissenschaftlicher Assistent an der TU Wien (1968–1979) sowie als Fulbright Fellow an der Texas Technological University, USA (1971–1973) und als Research Associate an der Cornell University erfolgte 1979 die Berufung als außerordentlicher Professor an der TU Wien. 1981 wurde er zum ordentlichen Professor für Festigkeitslehre an der TU Graz ernannt, 1982 zum ordentlichen Professor für Elastizitäts- und Festigkeitslehre an der TU Wien. Ein Jahr später wurde er Institutsvorstand des Instituts für Festigkeitslehre an der TU Wien.
Neben vielen externen und internen Aufgaben an der TU Wien wie der des Dekans und Prorektors war er von 1995 bis 2003 Generalsekretär der Österreichischen Akademie der Wissenschaften und von 2003 bis 2006 deren Präsident.
Herbert Mang hat Schriften zur Baustatik und Festigkeitslehre veröffentlicht.

## Auszeichnungen (Auswahl)
- 1977: Kardinal-Innitzer-Förderungspreis für Naturwissenschaften
- 1995: Ordentliches Mitglied der Europäischen Akademie der Wissenschaften und Künste, Salzburg
- 1995: Wilhelm-Exner-Medaille
- 2000: Ehrendoktorwürde der Technischen Universität Krakau
- 2002: Österreichisches Ehrenkreuz für Wissenschaft und Kunst I. Klasse
- 2003: Ehrendoktorwürde zum Dr. techn. h. c. der Leopold-Franzens Universität Innsbruck
- 2004: Ehrendoktorwürde der Polytechnisches Institut Kiew “Kyiv Polytechnic Institute KPI”
- 2004: Ehrendoktorwürde der Technischen Universität Prag
- 2004: Auswärtiges Mitglied der Polnischen Akademie der Wissenschaften und Künste, Krakau
- 2004: Auswärtiges Mitglied der U.S. National Academy of Engineering (NAE), Washington, D. C.
- 2006: Großes Goldenes Ehrenzeichen für Verdienste um die Republik Österreich[4]
- 2006: Komtur des Sterns von Rumänien
- 2007: Carl-Friedrich-Gauß-Medaille der Braunschweigischen Wissenschaftlichen Gesellschaft (BWG)
- 2011: Johann Joseph Ritter von Prechtl-Medaille[5]
- 2014: Nathan M. Newmark Medal
- 2014: Kardinal-Innitzer-Preis (Würdigungspreis)
- 2015: Mitglied der Academia Europaea
- Mitglied der Deutschen Akademie der Technikwissenschaften (Acatech)
- Korrespondierendes Mitglied der Braunschweigischen Wissenschaftlichen Gesellschaft

## Schriften
- mit Günter Hofstetter: Computational mechanics of reinforced concrete structures. Vieweg, Braunschweig, Wiesbaden 1995, ISBN 3-528-06390-4.
- mit Günter Hofstetter: Festigkeitslehre. Springer, Wien, New York 2004, ISBN 3-211-21208-6.